# Комитет по машиностроене
Комитетът по машиностроене е държавна институция в България, съществувала през 1962-1966 година. Образуван е с разделянето на Комитета по промишлеността. През 1962 и 1966 година за кратки периоди има ранг на министерство. Задачата му е да управлява машиностроителната промишленост, която по това време е изцяло национализирана. Председател на комитета през цялото му съществуване е Марий Иванов. Приеменуван е на Министерство на машиностроенето.